# 大野治長
大野 治長（おおの はるなが）は、安土桃山時代から江戸時代前期にかけての武将、大名。豊臣氏の家臣。通称は修理亮または修理大夫で、大野修理の名でも知られる。
能書家であり、古田重然（織部）に茶の湯を学んだ茶人でもあった。

## 生涯

### 不確かな前歴
父は大野定長（佐渡守）で、母は大蔵卿局といい、浅井長政とお市の方の娘である淀殿の乳母となったので、淀殿とは乳母子（めのとご）の間柄になる。淀殿の生年には諸説あるが、この経緯から考えれば、治長は同い年かそれに極めて近い年齢と考えられるので、最も有力なのは永禄12年（1569年）前後であろう。兄弟には、治房（主馬首）、治胤（道犬/道見）、治純（壱岐守）がいた。
出生地には二説あるが、『尾張群書系図部集』は『尾張志』『張州雑志』などを根拠に、丹後国丹後郡大野村で生まれたとする説の方を誤伝として、尾張国葉栗郡大野村で生まれた城主一族であるとしている。大野氏はもとは石清水祠官（しかん）の家で、神職を失って美濃国に流れてきた大野治定（伊賀守）が、織田信長の命令で同地に大野城を築いて居城とした。この治定は祖父にあたり、定長はその子で、大野城を継いだ治久は定長の弟（治長から見れば叔父）にあたる。『南路志』によれば、尾張葉栗郡の同郷の毛利勝永とは従兄弟の関係にあったという。
大蔵卿局および治長らは、小谷城以来、ずっと淀殿に付き従っていたと考えられるが、天正11年（1583年）の越前北ノ庄城の落城後はその淀殿の所在すらよく分からず、大野一族がどのような顛末をたどったのかは不明である。一方で、この間、天正12年（1584年）の小牧・長久手の戦いの際に、本家の大野治久は豊臣秀吉に逆らって失領し、大野城を失っている。
前歴は不詳といって差し支えなく、治長が秀吉の馬廻衆となった時期もよくわからないが、（織田信雄、または佐治信方や織田長益のもとにいたらしい）淀殿が秀吉の庇護下に入った時期に関係があると思われるので、淀殿が秀吉の側室となった天正16年（1588年）頃か、もしくはその少し前と推測される。
天正17年（1589年）に父および母の功績により、太閤蔵入地から和泉国佐野（現在の泉佐野市）と丹後国大野に合計1万石を与えられ、丹後大野城を拠点として領国を運営した。これは明らかに同年に淀殿が鶴松を出産したことに関連する褒美ないし祝賀の加増であろう。

### 淀殿に近侍
治長が確かな史料に登場するのは、天正19年（1591年）11月、秀吉の三河国吉良狩猟に随兵した頃からである。
文禄元年（1592年）、『松浦古事記』によれば文禄の役の際の肥前名護屋城の陣場の配置に「大野修理亮」の名があり、在陣していた。このとき、秀吉は小田原の陣の例にならって、淀殿や松の丸殿などの側室を連れていたことは興味深い点であり、まさにこの夏に淀殿は再び懐妊して、翌年に拾を産んでいる。
文禄3年（1594年）の伏見城普請を分担。当時、1万石の知行。
慶長3年（1598年）、秀吉の死に際して遺物金子十五枚。慶長4年（1599年）、豊臣秀頼に伺候して、詰衆二番之組の筆頭として側近となった。
ところが、同年9月7日に重陽の賀のために大坂城へ登城した徳川家康に対して、五奉行の1人である増田長盛が家康暗殺計画事件があると密告。すでに金沢に帰国していた前田利長が首謀者で、浅野長政（息子・幸長の室が利家の娘）・土方雄久・治長が語らって彼らの手で城内で家康を暗殺する企てがあるとした。家康は身辺の警備を厳重にして祝賀を乗り切ると、大坂城西の丸に入り天守閣を造営して、自らが秀頼に並ぶ存在であることを誇示した。また、謀議者の摘発に乗り出し、10月2日治長は罪を問われて流罪とされ下総国の結城秀康のもとに預けられた。雄久も同罪として常陸国水戸の佐竹義宣のもとに預けられた。また母の大蔵卿局も大坂を追放された。
慶長5年（1600年）7月24日、家康は雄久と治長に引見して罪をゆるした。関ヶ原の役では東軍に与して参戦して、本戦では先鋒である福島正則隊に属した。『関原軍記大成』によれば、宇喜多隊の鉄砲頭・香地七郎右衛門を打ち取る武功を挙げたという。戦後は家康の命で「豊臣家への敵意なし」という家康の書簡をもって大坂城の豊臣家への使者を務めたのち、江戸には戻らずそのまま大坂に残った。

### 大坂の役、和睦に尽力
慶長19年（1614年）6月22日、片桐且元の弟である片桐貞隆とともに、家康の口添えで5,000石を秀頼より加増された。その返礼のために貞隆と、家康のいる駿府、次いで江戸の将軍・徳川秀忠を訪ねた。
同年に豊臣氏の家老であった片桐且元が追放されると、豊臣家を主導する立場となる。その後、豊臣家内部では主戦派が主流となり、各地から浪人を召し抱えて大坂冬の陣に至る。治長は渡辺糺とともに鬮取奉行となって豊臣方の中心の一人として籠城戦を指揮した。
徳川方から和睦が持ちかけられると、12月8日から12日、織田有楽斎とともに治長は徳川方の本多正純および後藤光次との交渉を行った。淀殿が江戸に人質に行くこと、豊臣家の浪人衆への俸禄のため加増すること、大坂城本丸のみを残して二丸三丸を壊すことなどの双方の提案をまとめて和議を成立をさせると、有楽斎と治長は和睦の保証として人質を出すことになり、治長は次男治安（弥七郎）を家康に差し出している。
しかし城内では和睦に反対する意見も多かった。和睦後の4月9日夜、治長は大坂城の楼門で闇討ちに遭い、護衛2名が死傷し、本人も一刀を浴びて負傷した。これは主戦派の弟・治房による襲撃ともいわれるが、襲撃犯は治房の家臣・成田勘兵衛の手下（大和の小走組の今倉孫次郎）とされ、成田は襲撃に失敗すると自宅を放火して自殺し、逃げた手下は片桐邸や長宗我部邸に逃げ込み、一部は長宗我部盛親が捕らえたという。

慶長20年（1615年）の大坂夏の陣では、出撃する諸将に対して初め治長は大坂城本丸の守備を預かった。4月28日、紀伊和歌山城の浅野長晟への攻撃を前にして、治長は家臣の北村善大夫、大野弥五左衛門を紀伊へ潜入させて一揆を扇動したが計画は失敗した。5月6日、誉田合戦では治長は後詰めを指揮して、膠着状態になった後、豊臣諸隊と撤収した。7日、天王寺口の戦いでは、全軍の後詰として四天王寺北東の後方、毘沙門池の南に布陣した。通説では秀頼の出馬を待っていたとされる。
総崩れとなって敗戦した後、茶臼山から撤退してきた治長は重傷を負っており、出馬して討死するという秀頼を速水守久が諌めたので、本丸へ引き上げて立て籠もることになった。治長は最後の策として、独断で将軍・秀忠の娘で秀頼の正室であった千姫を脱出させ、彼女を使者として家康と秀忠に秀頼母子の助命を嘆願させようとした。翌8日、徳川方では審議があり、家康は孫の願いにためらいを見せたが、秀忠は千姫が秀頼とともに自害しなかったことに激怒して、秀頼母子の助命嘆願を拒否した。一縷の望みが絶たれると、治長らは秀頼とともに大坂城の山里曲輪で自害した。母親・大蔵卿局、長男の治徳も共に自害している。享年47。『春日社司祐範記』は「大野修理沙汰して最後に切腹なり。手前の覚悟比類なし」と記している。

## 人物
- 茶の湯を古田重然（織部）に学んだ茶人でもある[4]。
- 真田信繁とは秀吉の馬廻りを務める旧知の間柄で、大坂の陣で信繁を招いたのも治長だったとされる[29]。信繁に兵力を預けて、指揮を執らせたことを考えると愚かな人物であったとは思えないと評価されている[29]。治長が憎まれ役になったのも、家康に逆らった豊臣家の首脳であったため江戸時代に悪役に仕立てられたといえる[29]。

## 淀殿との密通の噂
豊臣秀頼の出生（文禄二年〈1593年〉）直後より、
「かねてより治長は淀殿と密通しており、秀頼の実父は（高齢かつ生殖能力が乏しい豊臣秀吉ではなく）治長である」

と噂されており、例えば、内藤隆春（毛利家重臣）が下記書状（慶長四年〈1599年〉10月1日付）で言及している。
| 「                                        | 一、おひろい様之御局をハ大蔵卿と之申し、其の子ニ大野修理と申し御前の能き人に候、おひろい様之御袋様と共に密通之事に候か、共ニ相果てるべし之催にて候処に、彼の修理を宇喜多が拘し置き候、共に相果てるに申し候、高野江逃れ候共に申し候よしに候、（後略）、 | 」 |
| —慶長四年十月一日付内藤元家宛内藤隆春書状 | |    |

似たような噂の記述は『多聞院日記』にもあり、あながち虚言とも言い難いが、噂話に尾ひれが付いたような記述がある書物が少なくなく、姜沆による『看羊録』では、秀吉の遺命によって家康が淀殿を娶ろうとしたが、治長の子を宿していた淀殿が拒否したとまで書いている。江戸時代の『明良洪範』では、秀頼は秀吉の実子ではなく治長と淀殿の子と記しているが、同様に淀殿は歌舞伎役者の名古屋山三郎という美男を寵愛して不義を働いていたとも書いており、桑田忠親はこれらの風説は「悪口を書けば書くほど歓迎された江戸時代」の劇作者によるものに過ぎず、「人口に膾炙した」と書いている。

## 関連書籍
- 中西豪「真説 大野治長」『歴史群像』128号、2014年12月号（学研パブリッシング、2014年）

## 関連作品
映画
- 『真田風雲録』（1963年、東映）演：佐藤慶
- 『真田幸村の謀略』（1979年、東映） - 演：戸浦六宏
- 『茶々 天涯の貴妃』（2007年、東映） - 演：近藤公園
- 『真田十勇士』（2016年、松竹） - 演：奥田達士

テレビドラマ
- 『風神の門』（1980年、NHK）演：伊丹十三
- 『おんな太閤記』（1981年、NHK大河ドラマ）演：坂東正之助
- 『徳川家康』（1983年、NHK大河ドラマ）演：谷隼人
- 『真田太平記』（1985年、NHK新大型時代劇）演：細川俊之
- 『独眼竜政宗』（1987年、NHK大河ドラマ）演：榎木孝明
- 『春日局』（1989年、NHK大河ドラマ）演：大和田獏
- 『葵 徳川三代』（2000年、NHK大河ドラマ）演：保阪尚希
- 『武蔵 MUSASHI』（2003年、NHK大河ドラマ）演：近藤正臣
- 『江〜姫たちの戦国〜』（2011年、NHK大河ドラマ）演：武田真治
- 『真田丸』（2016年、NHK大河ドラマ）演：今井朋彦
- 『どうする家康』（2023年、NHK大河ドラマ）演：玉山鉄二